# Gold Key
Gold Key war ein Comicverlag in den USA. Der Verlag wurde 1962 als Imprint von Western Publishing gegründet. 1984 wurden alle Veröffentlichungen eingestellt. 

## Firmengeschichte
Bis 1962 wurden viele Comics von Western Publishing vom Verlag Dell Comics veröffentlicht, so unter anderem Comics mit Charakteren von Disney, Warner Brothers und Hanna-Barbera. Nachdem der Vertrag mit Dell ausgelaufen war, gründete Western mit Gold Key einen Imprint-Verlag, um die Comics dort zu veröffentlichen. Dabei übernahm Gold Key die Comics von Dell. Einige neue Zeichner wurden angeworben, darunter die Autoren Don Glut, Len Wein und Mark Evanier und der Zeichner Mike Royer. 
Auch eigene Serien wurden veröffentlicht, so Magnus – Robot Fighter, Turok-Son of Stone und Doktor Solar. Später kam auch eigene Serien dazu, sowie Reihen zu Fernsehserien, darunter Star Trek und Twilight Zone, und Comics zu DePatie-Freleng-Produktionen. 
Ende der 1970er Jahre gingen die Verkäufe der Comics stark zurück. Das führte dazu, dass viele Lizenzinhaber ihre Comics selbst vertrieben, wodurch Gold Key einen großen Teil seines Sortiments verlor. Gold Key versuchte in der folgenden Zeit, mit Merchandising-Artikel wie Spielfiguren die Verkaufszahlen zu steigern oder die Umsatzeinbußen bei den Comics auszugleichen. Da dies nicht gelang, wurde Gold Key 1981 von Western Publishing fallengelassen, die meisten bis dahin noch erschienenen Comics wurden dann durch den Imprint Whitman herausgegeben. 1984 wurde das Unternehmen endgültig aufgegeben. 
Die drei Serien Magnus – Robot Fighter, Turok-Son of Stone und Doktor Solar wurden später vom Verlag Valiant Comics in neuer Form wieder aufgelegt.

## Veröffentlichungen

### Eigene Werke
- Brothers of the Spear
- Doktor Solar
- The Occult Files of Doctor Spektor
- Golden Comics Digest
- Grimm's Ghost Stories
- Jungle Twins
- M.A.R.S. Patrol Total War
- Magnus – Robot Fighter
- Mighty Samson
- Mystery Comics Digest
- Space Family Robinson, Adaption von Lost in Space
- Tales of Sword and Sorcery
- Turok, Son of Stone
- Tragg and the Sky Gods
- UFO Flying Saucers
- Wacky Witch

### Lizenzwerke
- Mit Schirm, Charme und Melone
- Battle of The Planets
- Bonanza
- Boris Karloff Tales of Mystery
- Buck Rogers
- Doc Savage
- Fireball XL5
- Familie Feuerstein
- The Girl from U.N.C.L.E.
- Privatdetektivin Honey West
- I Spy
- Korak, Son of Tarzan
- Tick, Trick und Track, Fähnlein Fieselschweif
- Little Lulu
- The Man from U.N.C.L.E.
- Mein Onkel vom Mars
- Phantom
- Ripley's Believe it or not! True Ghost Stories
- Ripley's Believe It or not! True Demons and Monsters
- Secret Agent
- Star Trek
- Supercar
- Tarzan
- Twilight Zone
- Onkel Dagobert
- Voyage to the Bottom of the Sea
- Walt Disney Comics Digest
- Walt Disney's Comics and Stories
- The Wild Wild West